# Nejapa
Nejapa é um município localizado no departamento de San Salvador, em El Salvador.